# Mandatssteuer
Die Mandatssteuer ist eine Steuer zugunsten von Religionsgemeinschaften oder sozialen, kulturellen und humanitären Zwecken. Sie existiert bislang in Spanien, Italien und Ungarn als Alternative zur Kirchensteuer und ähnlichen Konzepten zur Kirchenfinanzierung.
Bei der Mandatssteuer kann der Steuerpflichtige selbst wählen, welcher Institution die Abgabe zugutekommen soll: einer Kirche oder Religionsgemeinschaft, dem Staat oder einer gemeinnützigen Vereinigung (z. B. einer kulturellen oder sozialen Einrichtung, einer Bürgerinitiative oder einer Non-Profit-Organisation wie z. B. Greenpeace oder amnesty international). Die Mandatssteuer könnte prinzipiell auch zur Parteienfinanzierung dienen. 
Sie wird von allen Steuerzahlern gezahlt; der Steuerzahler hat lediglich die freie Wahl, welcher Institution sein Beitrag zugutekommt. Er kann sich der Mandatssteuer nicht durch einen Kirchenaustritt entziehen – im Gegensatz zur Kirchensteuer.

## Andere Bezeichnungen
In einem Reformvorschlag des Dietrich-Bonhoeffer-Vereins werden die Bezeichnungen Kultursteuer und Sozialsteuer (bzw. als ein Begriff: Kultur- und Sozialsteuer) für ähnliche Steuermodelle verwendet.
Gelegentlich wird diese Steuerart auch als Kultussteuer bezeichnet. Diese Bezeichnung ist jedoch missverständlich: in Deutschland ist Kultussteuer die übliche Bezeichnung für die Kirchensteuer der jüdischen Gemeinden (§ 16 HKiStG); der Begriff Kirchensteuer wird hier vermieden, da „Kirche“ sowohl eine christliche Religionsgemeinschaft als auch ein christliches Gebäude bezeichnen kann.

## Geschichte
Der Bonner Theologieprofessor Horst Herrmann prägte den Begriff „Mandatssteuer“ und plädierte 1972 dafür, die Kirchensteuer durch eine von ihm unter diesem Begriff vorgeschlagene Alternative zur Kirchenfinanzierung zu ersetzen.
Eine Mandatssteuer wurde 1979 in Spanien und 1984 in Italien als Modell zur Kirchenfinanzierung eingeführt. Sie beträgt in Spanien 0,52 % und in Italien 0,8 % der Lohn- bzw. Einkommensteuer. In Italien ist sie deshalb unter dem Namen otto per mille (Acht Promille) bekannt. Auch in Ungarn wurde 1998 eine ähnliche Mandatssteuer in Höhe von 1 % der Einkommensteuer eingeführt. Die Einführung dieses Finanzierungsmodells geschah mit offizieller Zustimmung des Vatikans in Form von Konkordaten (d. h. Verträgen zwischen der Kirche und einem weltlichen Staat), da diese Länder einen sehr hohen römisch-katholischen Bevölkerungsanteil aufweisen und somit erfahrungsgemäß ein großer Teil der Mandatssteuer der römisch-katholischen Kirche zufließt. In Island gibt es ein ähnliches Modell, wobei die Steuerpflichtigen dort entscheiden können, ob ein Teil ihrer Steuern der evangelisch-lutherischen Kirche Islands oder der Universität zugutekommen soll.

## Rechtliche Ausgestaltung
Die Finanzierung der Religions- und Weltanschauungsgemeinschaften durch eine Mandatssteuer ist rechtlich eine Form der unmittelbaren Staatsfinanzierung. Sie ist mit den staatskirchlichen Systemen Nordeuropas enger verwandt als mit dem System der Kirchensteuer in Deutschland, bei der es sich tatsächlich um einen persönlichen Mitgliedsbeitrag bei einer Glaubensgemeinschaft handelt, die wie eine Steuer durch den Staat eingezogen wird, auf deren Höhe aber der Staat keinen Einfluss hat.
Ausgangspunkt für die Mandatssteuer ist die Einkommensteuerlast, die jeder Arbeitnehmer an den Staat zu zahlen hat. Über die Verwendung seiner Einkommensteuer kann der Steuerzahler grundsätzlich nicht entscheiden. Er hat also beispielsweise keinen Einfluss darauf, welcher Anteil dem Autobahnbau und welcher Anteil dem Schienennetz zugutekommt. Die Mandatssteuer setzt an diesem Punkt an und ermöglicht dem Steuerzahler ein Bestimmungsrecht über einen Teil der staatlichen Finanzen. Eine Steuer im hergebrachten Sinne ist mit diesem Bestimmungsrecht aber noch nicht gegeben.
Über die Höhe der Mandatssteuer, d. h. den Anteil an der Einkommensteuer, entscheidet der Staat. Die Religions- und Weltanschauungsgemeinschaften geraten dadurch in eine größere Abhängigkeit vom Staat. Die Mitglieder der Religions- und Weltanschauungsgemeinschaften können nämlich nur schwer zu weiteren Zahlungen bewegt werden, da bei vielen der Eindruck entsteht, genügend zur Finanzierung der Religions- und Weltanschauungsgemeinschaften beigetragen zu haben.
Der in Spanien durch die Mandatssteuer generierte Geldbetrag – 78 Mio. € – deckt nur einen Bruchteil des kirchlichen Finanzbedarfs; dieser enthält allerdings auch die Bauausgaben, die in anderen Ländern wie Frankreich und teilweise auch Deutschland durch staatliche Mittel bzw. im Rahmen der staatlichen Denkmalpflege gedeckt werden. Den Löwenanteil von 3,6 Mrd. € trägt damit immer noch der spanische Staat. Die Einführung der italienischen Mandatssteuer hat umgekehrt die Waldenser in Italien finanziell sehr gut gestellt. Die protestantische Kirche hat zwar nur 25.000 Mitglieder in Italien, es haben sich aber mehr als 600.000 Italiener entschieden, die Steuer, die verschiedenen säkularen wie religiösen Gemeinschaften und Hilfswerken zugeordnet werden kann, an die Waldenser zu vergeben.

## Situation in Deutschland, Österreich, Schweiz
In Deutschland wird das Modell der Mandatssteuer seit Jahrzehnten von kirchlicher Seite abgelehnt, da finanzielle Einbußen gegenüber dem aktuellen Modell der Kirchensteuer befürchtet werden. In Deutschland beträgt die Kirchensteuer seit langem je nach Bundesland 8 % oder 9 % der Lohn- bzw. Einkommensteuer. Sie ist nicht ein Teil der Lohn- bzw. Einkommensteuer, sondern kommt zusätzlich hinzu und wird nur von denjenigen Steuerzahlern gezahlt, die einer der teilnehmenden religiösen Körperschaften des öffentlichen Rechts angehören. Aufgrund der verfassungsrechtlichen Verankerung der Kirchensteuer in Artikel 140 des deutschen Grundgesetzes in Verbindung mit Artikel 137 Absatz 6 der Weimarer Reichsverfassung kann die Kirchensteuer gegen den Willen der Kirchen nur durch eine Verfassungsänderung abgeschafft und dann durch die Mandatssteuer ersetzt werden. Die unmittelbare und direkte Finanzierung der Religions- und Weltanschauungsgemeinschaften aus Staatsmitteln gerät, soweit sie nicht auf anderen Verfassungsnormen beruht, darüber hinaus in Konflikt mit dem Staatskirchenverbot in Artikel 137 Absatz 1 der Weimarer Reichsverfassung.
Diskutiert wird die Mandatssteuer in weiteren europäischen Ländern, zum Beispiel in der Schweiz und in Österreich.
In der Schweiz hätte eine Mandatssteuer auf kantonaler Staatsebene durchaus eine Chance, falls sie bald eingeführt würde. Sinkt die Anzahl der Kirchensteuer-Zahlenden zu stark, würde die Bevölkerungsmehrheit der Neueinführung einer Steuer eher nicht zustimmen. Im Grundsatz würde ein Steuerpflichtiger frei wählen können, ob er Kultussteuer (Kirchensteuer) oder Mandatssteuer bezahlen möchte. Ein Steuerpflichtiger könnte aus einer überschaubaren Anzahl (etwa nicht mehr als zehn) Zwecken auswählen. Begünstigt werden staatliche oder gemeinnützige Zwecke. Beispiele: Bibliotheken von Kanton und Gemeinden, Topf für kantonale Ergänzungsleistungen zu AHV/IV (staatshaushaltsentlastend), Seniorenhilfe für Betagte (was die Krankenkasse nicht zahlt), Aufbauzwecke Inland (etwa Berghilfe), Hungerhilfe und Katastrophenhilfe In- und Ausland, kantonaler Fonds für gemeinnützige Zwecke (bereits mit Lotterie-Geldern gespiesen). Grundlage einer kantonalen Mandatssteuer wäre ein Mandatssteuer-Gesetz (referendumsfähig). Eine Liste mit den mandatssteuerfähigen Zwecken würde vom Gesetz festgelegt. Das Gesetz bestimmt, was es zur Anerkennung einer sozialen Institution oder Institutionen-Verband als Vorbedingung für den Empfang von Geldern aus der Mandatssteuer braucht.